# Carl David Weber

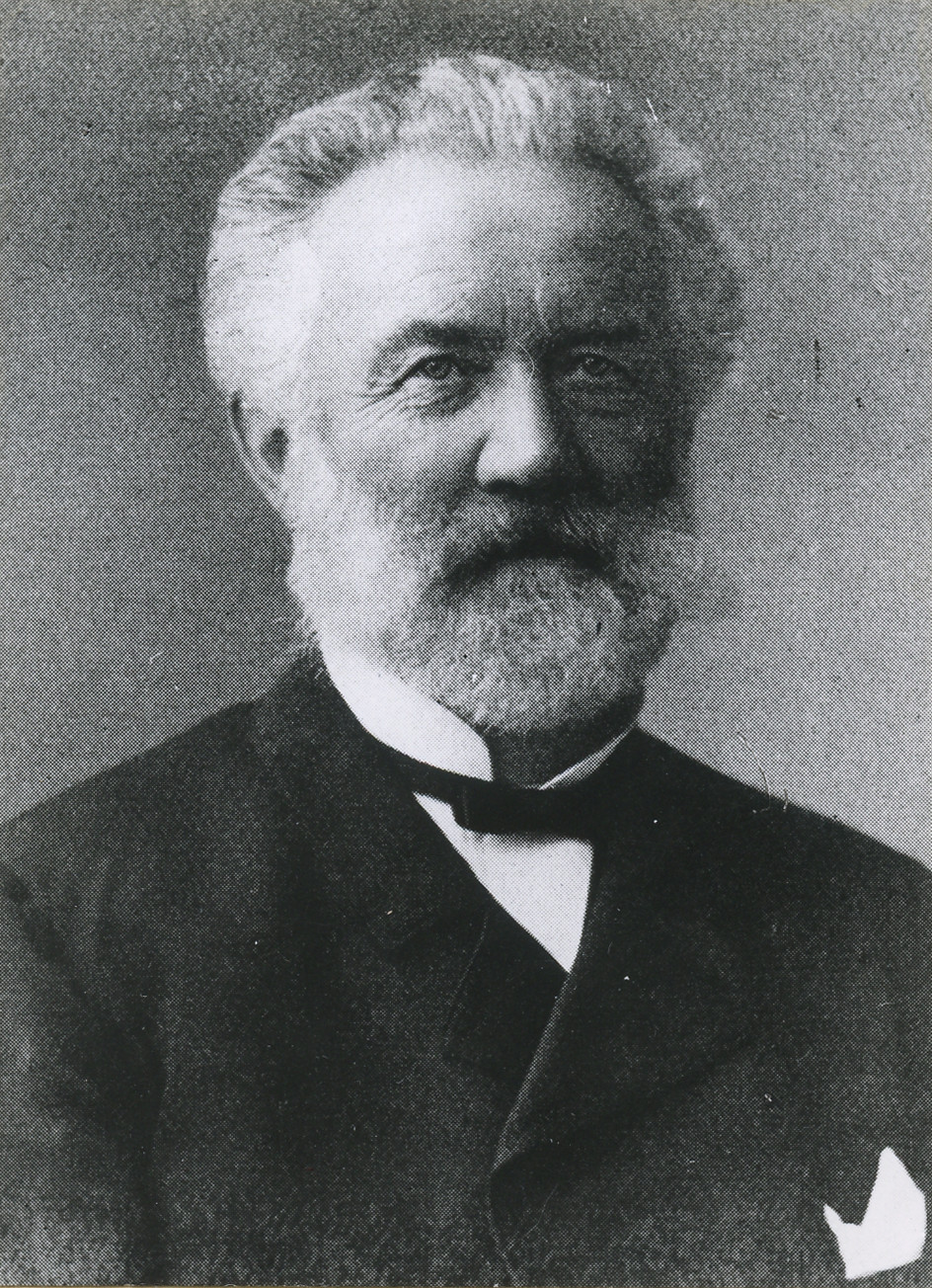
Carl David Weber

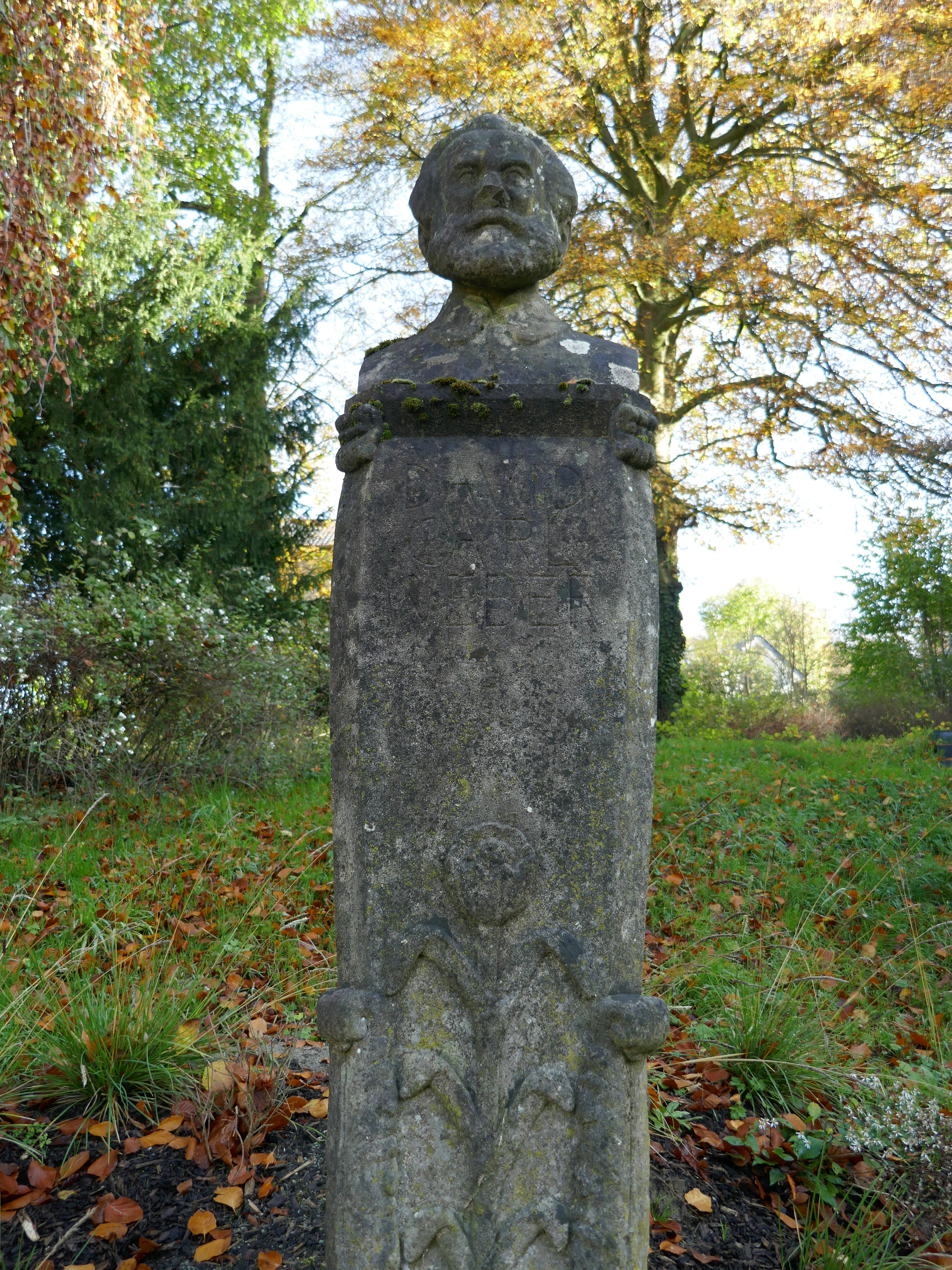
Büste im Weberpark in Oerlinghausen

Carl David Weber (* 17. April 1824 in Bielefeld; † 21. Juli 1907 in Oerlinghausen) war ein deutscher Unternehmer in der Textilindustrie.

## Leben

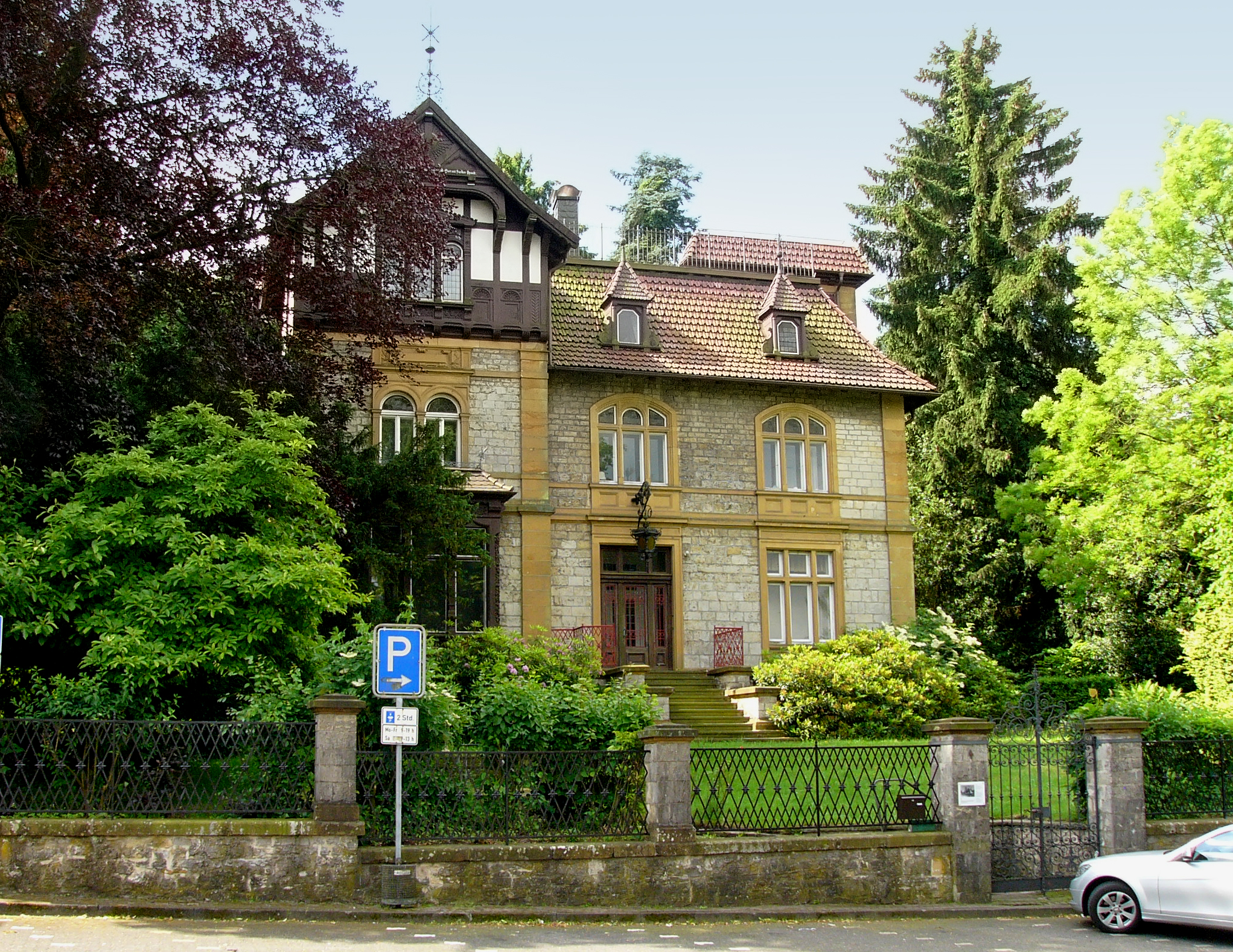
Das 1895–1897 erbaute Wohnhaus von Carl David Weber in Oerlinghausen

Weber stammte aus dem Bielefelder Handelspatriziat. Er war der Bruder des Juristen Max Weber senior und damit der Onkel des Soziologen Max Weber. Gleichzeitig war er der Großvater der Frauenrechtlerin Marianne Weber (geb. Schnitger).
Er machte eine kaufmännische Lehre in einem Bremer Handelshaus und wurde später Mitinhaber des Familienbetriebs Weber, Laer & Niemann. Zeitweilig arbeitete er für den Betrieb auch in Spanien. Die Wiedereinreise nach Preußen wurde ihm einige Zeit später verweigert. Über die Gründe gibt es unterschiedliche Angaben. Eine Version geht davon aus, dass sein Versäumnis, sich 1849 dem preußischen Militärdienst zu stellen, der Grund war. Andere Angaben sprechen davon, dass Weber bereits bei seiner Abreise nach Spanien die preußische Staatsbürgerschaft aufgegeben hätte.
Stattdessen zog er in das Fürstentum Lippe. In Oerlinghausen wurde er 1850 Gründer des Unternehmens Carl Weber & Co.; dazu kaufte er ein 1838 erbautes Gebäude an der Detmolder Straße. Im Gegensatz zum Übergang zur mechanischen Leinenherstellung etwa in Bielefeld hielt Weber am Verlagssystem fest. Dieses Leinengeschäft übertraf bald den Familienbetrieb in Bielefeld an Bedeutung, es wurde einer der größten Feinleinenhersteller Deutschlands. In Lippe gab es damals zahlreiche billige Arbeitskräfte, von denen tausende im Verlagssystem Webers beschäftigt waren. Damit führte er die Leineweberei in Oerlinghausen ein. Weber meinte, das handgearbeitete Leinen sei qualitativ hochwertiger als das Fabrikleinen und es gebe daher dafür weiterhin einen Markt. Die Garne bezog er nicht mehr aus der Region, das beste Garn bezog er aus Irland. Die in der Bielefelder Bleiche behandelten Stoffe wurden anschließend zu hochwertigen Produkten wie Tischdecken, Bettwäsche und ähnlichem verarbeitet und zu einem beträchtlichen Teil bis nach Amerika exportiert. Weber wehrte sich bis zuletzt gegen die Einführung einer mechanischen Weberei. Eine solche wurde erst von den Enkeln Georg und Richard Müller 1902 eröffnet.
Max Weber schildert in seinem Werk Protestantische Ethik und der Geist des Kapitalismus seinen Onkel trotz seines Festhaltens am Verlagssystem als Beispiel für den Typus des kapitalistischen Unternehmers.
Carl David Weber förderte stark die Entwicklung von Oerlinghausen, 1890 stiftete er ein Krankenhaus, das zum Gedenken an seine verstorbene Frau den Namen Mariannenstift erhielt. Im gleichen Jahr förderte er zudem den Bau der Synagoge und beteiligte sich im Jahr 1900 führend an der Gründung des Elektrizitätswerks, aus dem die heutigen Stadtwerke Oerlinghausen hervorgingen.
Er starb im Alter von 83 Jahren und wurde im Familiengrab auf dem Oerlinghauser Friedhof zwischen seiner Frau Marianne (1831–1871) und der früh verstorbenen Tochter Anna (1851–1873, Mutter von Marianne Weber) bestattet.

## Sonstiges
Das ehemalige Wohnhaus von Carl Weber, die Villa Weber, ist ein offizieller Trauort des Standesamts Oerlinghausen.